# Noorwegen op het Eurovisiesongfestival
Noorwegen doet sinds 1960 mee aan het Eurovisiesongfestival.

## De balans

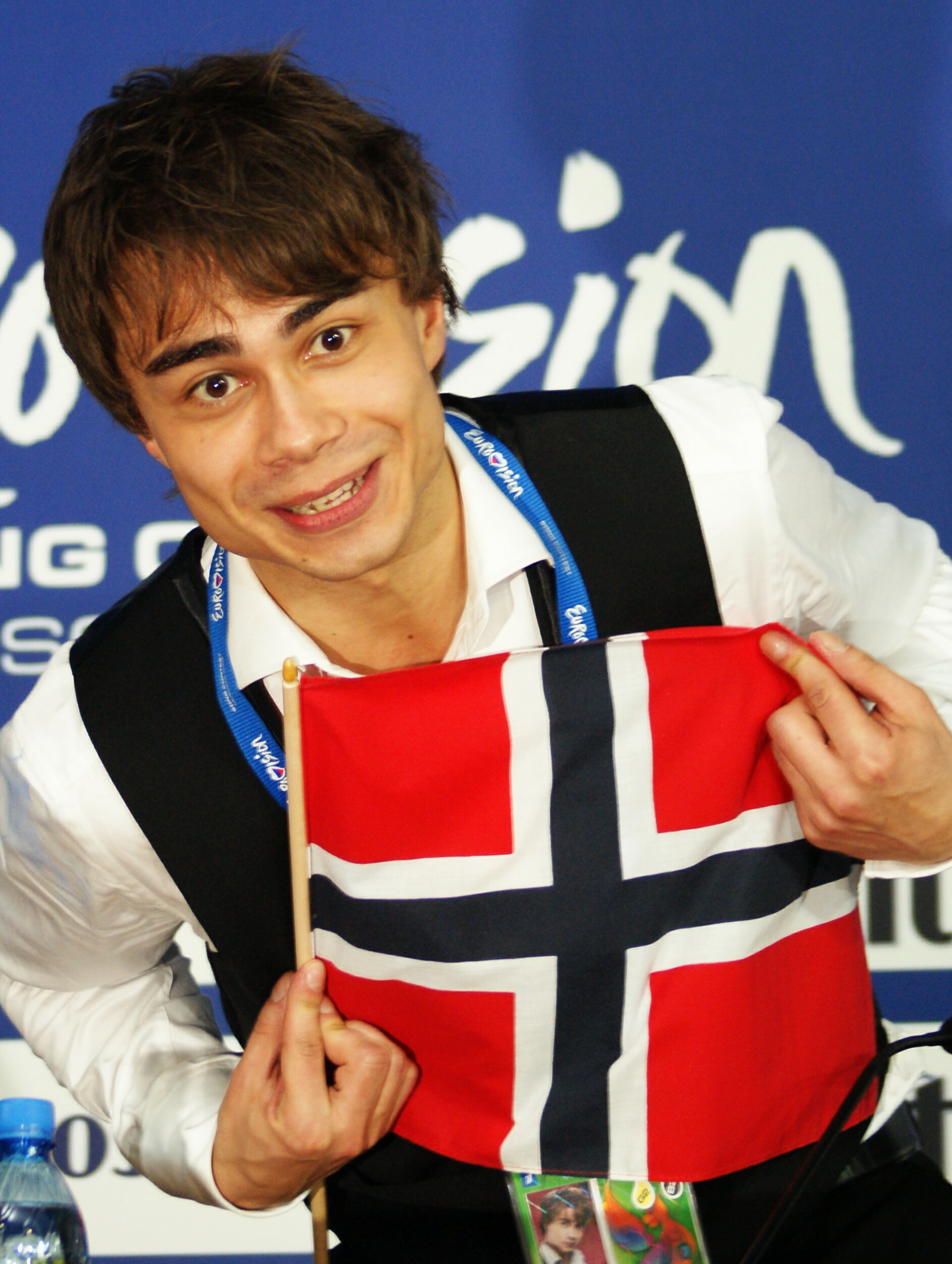
Alexander Rybak toont de Noorse vlag na zijn monsteroverwinning op het Eurovisiesongfestival 2009

Noorwegen heeft een zeer wisselvallige relatie met het songfestival. Het land presteerde vaak zeer matig, maar heeft ook vele successen gekend. Driemaal won Noorwegen het Eurovisiesongfestival:
- 1985: Bobbysocks - La det swinge
- 1995: Secret Garden - Nocturne
- 2009: Alexander Rybak - Fairytale

Alexander Rybak kreeg van 16 landen het maximale aantal van 12 punten en won met een totaalscore van 387 punten. Hij zorgde daarmee niet alleen voor een recordoverwinning voor Noorwegen, maar ook voor een unicum in de songfestivalgeschiedenis. Geen enkel ander songfestivalliedje scoorde ooit zo hoog in de puntentelling die tussen 1975 en 2015 werd gehanteerd.
Naast de successen heeft Noorwegen tevens de twijfelachtige eer dat het in de historie van het Eurovisiesongfestival het vaakst op de laatste plaats eindigde, namelijk twaalfmaal. Dat gebeurde in de jaren 1963, 1969, 1974, 1976, 1978, 1981, 1990, 1997, 2001, 2004, 2012 en 2024. In vier van deze jaren eindigde Noorwegen bovendien onderaan met nul punten. Geen enkel ander land bleef vaker met lege handen staan.
De laatste plaats van 1976 werd in eerste instantie niet officieel erkend. Aanvankelijk was Joegoslavië als laatste geëindigd met één punt achterstand op Noorwegen, maar na een controle bleek dat de vier voor Joegoslavië bestemde punten van Frankrijk niet waren meegeteld. De uitslag bleef onveranderd, zodat Noorwegen voorlaatste bleef, maar tegenwoordig wordt over het algemeen de juiste eindrangschikking gehanteerd, met Noorwegen op de laatste plaats.

## Het songfestival op Noorse bodem
Als gevolg van de drie overwinningen, heeft Noorwegen ook driemaal het Eurovisiesongfestival mogen organiseren:
- 1986: Grieghallen, Bergen

Presentatie: Åse Kleveland
- 1996: Oslo Spektrum, Oslo

Presentatie:  Ingvild Bryn en Morten Harket
- 2010: Telenor Arena, Fornebu

Presentatie: Erik Solbakken, Haddy N'jie en Nadia Hasnaoui

## Songfestivals zonder Noorwegen
Noorwegen heeft praktisch altijd meegedaan aan het Eurovisiesongfestival. Sinds het debuut in 1960 waren de Noren slechts twee keer afwezig. In 1970 bleven de Noren vrijwillig thuis. Samen met Oostenrijk, Finland, Portugal en Zweden boycotte Noorwegen het festival, als protest tegen de vier winnaars van 1969. In  2002 moest Noorwegen noodgedwongen een jaar overslaan vanwege het slechte resultaat van een jaar eerder. Sinds in 2004 de halve finale werd ingevoerd, kan ieder land elk jaar deelnemen.

## Taal
Lange tijd was het voor de deelnemende landen op het Eurovisiesongfestival verplicht om in de eigen taal te zingen. Veruit de meeste Noorse inzendingen zijn dan ook vertolkt in het Noors. Tussen 1973 en 1976 bestond er een vrije taalregel en kozen de Noorse deelnemers voor het Engels. In de inzending van 1973 kwamen naast het Engels ook flarden van andere Europese talen voorbij. Sinds de vrije taalregel in 1999 heringevoerd werd, heeft Noorwegen steeds Engelstalige liedjes naar het songfestival gestuurd, met uitzondering van 2006, toen er weer voor een Noorstalig liedje gekozen werd. In 2007 was de Noorse inzending deels ook voorzien van een Spaanse tekst. In 2011 introduceerde Stella Mwangi namens Noorwegen het Swahili op het Eurovisiesongfestival.

## Melodi Grand Prix
De Noorse kandidaat voor het Eurovisiesongfestival wordt elk jaar gekozen via een nationale voorronde, de Melodi Grand Prix. Enkel in 1991 werd de kandidaat rechtstreeks aangeduid. Er zijn nogal wat artiesten die de Melodi Grand Prix meermaals wonnen en Noorwegen dus ook meerdere keren vertegenwoordigd hebben, solo of in een groep. Kirsti Sparboe, Hanne Krogh, Elisabeth Andreassen, Anne Karine Strøm en Jahn Teigen kwamen allen driemaal voor Noorwegen uit, terwijl Ketil Stokkan, Ellen Nikolaysen, Arne Bendiksen, Nora Brockstedt en Anita Skorgan allen tweemaal voor Noorwegen op het Eurovisiepodium stonden.

## De jaren 60 en 70

### Debuut
In navolging van Denemarken en Zweden, die respectievelijk in 1957 en 1958 al debuteerden op het Eurovisiesongfestival, maakte Noorwegen zijn intrede in 1960, op het vijfde Eurovisiesongfestival dat gehouden werd in Londen. De populaire zangeres Nora Brockstedt werd afgevaardigd en mocht Noorwegen voor het eerst op het songfestival vertegenwoordigen. Het werd een succes; Brockstedt eindigde met haar lied Voi voi op de vierde plaats. Een jaar later mocht Brockstedt nogmaals aantreden, maar kon haar eerdere prestatie met een zevende plaats niet evenaren.
In 1963 eindigde Noorwegen met Anita Thallaug voor het eerst zonder punten op de laatste plaats. Tijdens de puntentelling zorgde de Noorse vakjury bovendien voor verwarring. De Noorse woordvoerder gaf de punten aanvankelijk niet in de juiste volgorde door, waardoor presentatrice Katie Boyle in de war werd gebracht. Na enig onbegrip over en weer, werd besloten de Noorse punten uit te stellen en eerst de overige landen te laten stemmen. Noorwegen kwam vervolgens als laatste land aan de beurt. Verbazend genoeg bleek de puntenverdeling van de Noren nu echter heel anders te zijn. Koploper Zwitserland, dat een voorsprong van 2 punten verdedigde op Denemarken, kreeg van Noorwegen nu slechts één punt, terwijl dat er eerder nog drie waren. Denemarken, dat eerder twee Noorse punten kreeg, mocht er nu vier ontvangen. Tot woede van de Zwitsers won Denemarken hiermee het songfestival.
Na twee onopvallende jaren maakte Noorwegen in 1966 furore met het lied Intet er nytt under solen van Åse Kleveland. Het lied viel in de smaak in Europa en was goed voor een derde plaats. Het betekende het grootste Noorse songfestivalsucces tot dan toe, en zou dat ook nog een lange tijd blijven.
In het restant van de jaren zestig eindigde Noorwegen nog tweemaal als voorlaatste, en in 1969 opnieuw als laatste. Deze negatieve trend werd vervolgens gedurende de gehele jaren zeventig doorgezet, met keer op keer magere tot ronduit slechte resultaten. Van 1974 tot 1978 belandden de Noorse inzendingen zelfs driemaal op de laatste plaats. Het enige succesje dat Noorwegen in de jaren zeventig kon boeken, was een zevende plaats voor de Bendik Singers op het songfestival van 1973.

## De jaren 80 en 90

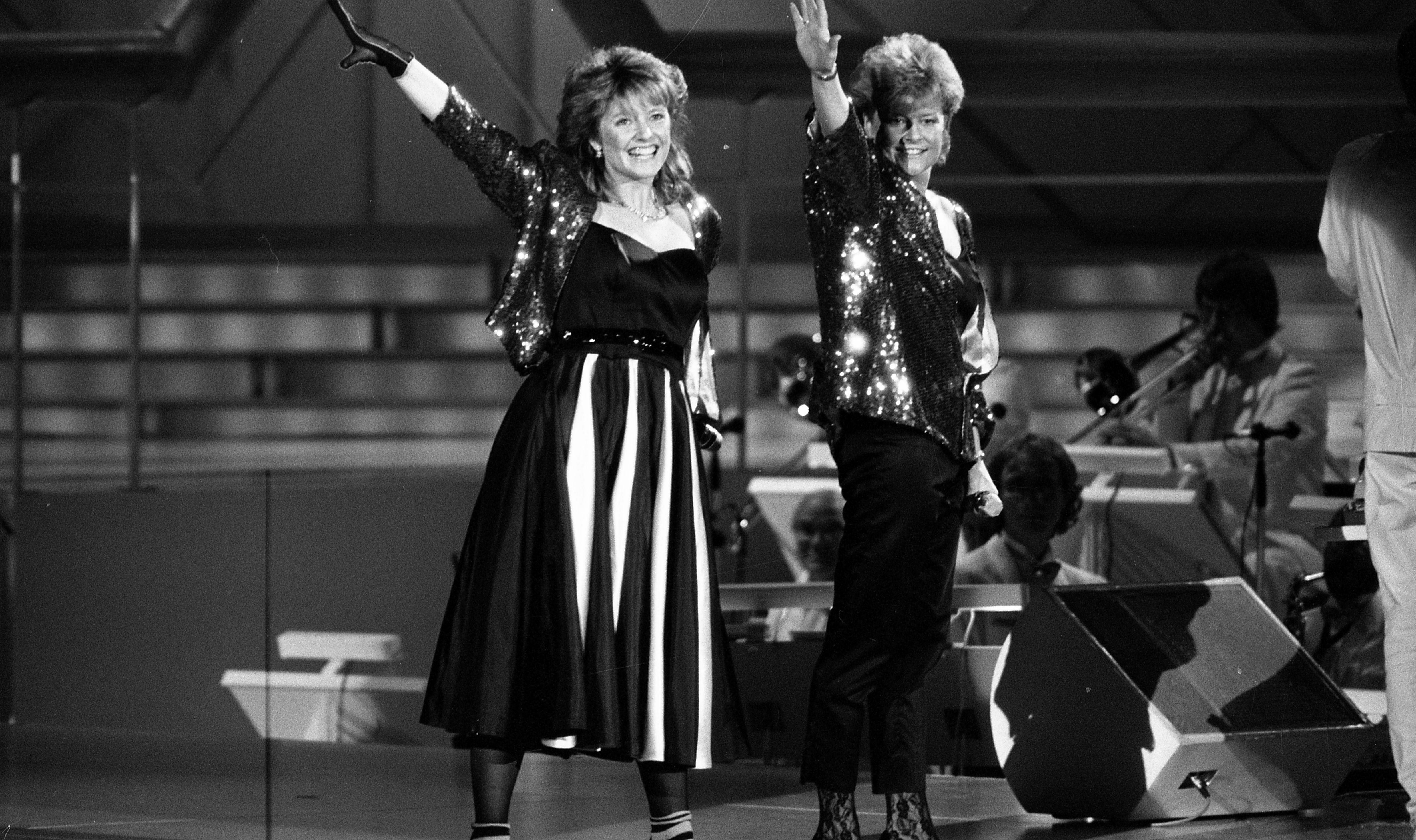
De Bobbysocks zorgden in 1985 voor de eerste Noorse overwinning op het Eurovisiesongfestival

### Bobbysocks
De jaren tachtig begonnen voor Noorwegen ook niet al te best. In 1981 eindigde het land opnieuw met nul punten op de laatste plaats. Jahn Teigen zorgde in 1983 voor een opleving door negende te worden met het lied Do re mi, maar de echte breuk met de lange negatieve periode kwam in 1985. Noorwegen werd dat jaar vertegenwoordigd door de Bobbysocks, een duo bestaande uit Hanne Krogh en Elisabeth Andreassen. Zij brachten het op ABBA gelijkende lied La det swinge en wisten hiermee veel enthousiasme te wekken. De Noren vergaarden 123 punten en wonnen hiermee voor het eerst in de historie het Eurovisiesongfestival. Duitsland, dat vooraf als de grote favoriet gezien werd, eindigde op de tweede plaats. Na de vele nederlagen die Noorwegen door de jaren heen geleden had, werd deze winst uitbundig gevierd.
In 1986 werd het Eurovisiesongfestival georganiseerd in het Noorse Bergen. Noorwegen zelf werd hierbij vertegenwoordigd door Ketil Stokkan, wiens optreden discussie opriep doordat een van zijn danseressen eigenlijk een man was. Noorwegen zorgde hiermee voor de eerste travestie-act in de historie van het songfestival. Met deze opvallende act zong Stokkan het gastland naar de twaalfde plaats.
In 1987 en 1988 boekten de Noren wederom succes. Kate Gulbrandsen werd negende in Brussel met het lied Mitt liv en de destijds 18-jarige zangeres Karoline Krüger eindigde met For vår jord als vijfde in Dublin.
In 1990 werd Ketil Stokkan nogmaals voor Noorwegen naar het songfestival gestuurd. Ditmaal zonder travestieten, maar met een op de veranderingen in Europa geïnspireerd lied, Brandenburger Tor. Ditmaal maakte Stokkan minder indruk; hij eindigde met 8 punten op een gedeelde laatste plaats. Na nog twee magere jaren brak er vanaf 1993 een glorieperiode aan voor Noorwegen. Het land boekte viermaal op rij zeer goede resultaten. In 1993 maakte de toen 16-jarige Silje Vige met haar lied Alle mine tankar indruk in Europa en kreeg van vrijwel alle landen punten, waarna ze op de vijfde plaats eindigde. Een jaar later zorgden Jan Werner Danielsen en Bobbysocks-zangeres Elisabeth Andreassen voor een zesde plaats met hun Duett.

### Secret Garden
In 1995 werd Noorwegen vertegenwoordigd door de groep Secret Garden, bestaande uit de Ierse violiste Fionnuala Sherry en de Noorse pianist/componist Rolf Løvland. Zij werden op het podium bijgestaan door zangeres Gunnhild Tvinnereim. Het lied waarmee zij aantraden, Nocturne, was grotendeels instrumentaal en kende slechts 24 woorden, die alleen aan het begin en het eind van het lied gezongen werden. De Noorse inzending won het songfestival met vlag en wimpel; het nam aan het begin van de puntentelling de leiding en stond deze niet meer af. Voor Rolf Løvland was het al de tweede songfestivalzege, aangezien hij tien jaar eerder ook de componist was van de eerste Noorse overwinning. Na de zege van Noorwegen ontstond kritiek op het instrumentale karakter van Nocturne. Verschillende landen pleitten met succes voor een aanpassing van de regels, waardoor (semi-)instrumentale inzendingen sindsdien niet meer zijn toegestaan op het Eurovisiesongfestival.
Na de tweede Noorse zege kwam het Eurovisiesongfestival in 1996 naar de hoofdstad Oslo. Elisabeth Andreassen, die al tweemaal eerder succesvol voor Noorwegen was uitgekomen, trad aan voor het gastland met I evighet. Het kreeg van geen enkel land het maximum van 12 punten, maar werd desondanks tweede in de einduitslag, op redelijke achterstand van het winnende Ierland. Andreassen is een van de weinige artiesten die op het songfestival zowel eerste als tweede zijn geworden.
Aan de goede Noorse resultaten kwam in 1997 abrupt een einde toen Tor Endresen met zijn lied San Francisco geen enkel punt kreeg en laatste werd. In 1998 werd deze misstap enigszins goedgemaakt met een achtste plaats voor Lars Fredriksen.

## 2000 en verder
In 2001 kwam Noorwegen op het Eurovisiesongfestival wederom op de laatste plaats terecht. Conform het reglement had dit tot gevolg dat de Noren in 2002 noodgedwongen moesten thuisblijven. Het was voor het eerst sinds 1970 dat Noorwegen schitterde door afwezigheid, maar in 2003 kwam het land sterk terug. In Riga haalde Jostein Hasselgård met zijn piano-ballade I'm not afraid to move on een verdienstelijke vierde plaats binnen. Het jaar erop, in 2004, kregen de Noren echter een nieuwe teleurstelling te verwerken met opnieuw een laatste plaats, de tiende in totaal.
Sinds in 2004 de halve finale op het songfestival werd ingevoerd, scoort Noorwegen relatief goed. Alleen in 2007, in 2011 en 2016 faalde Noorwegen om zich te kwalificeren voor de finale. In 2005 en 2008 eindigden de Noren weer in de top 10, met respectievelijk een negende plaats voor de opvallende glamrock-band Wig Wam, en een vijfde plaats voor Maria Haukaas Storeng.

### Alexander Rybak
In 2009 werd de bekende zanger en violist Alexander Rybak voor Noorwegen naar het songfestival in Moskou gestuurd. Rybak, van Wit-Russische komaf, bracht daar het door hemzelf gecomponeerde lied Fairytale en was voorafgaand aan de wedstrijd de gedoodverfde favoriet voor de eindoverwinning. Tijdens de puntentelling bleek al snel dat Rybak zijn favorietenrol ook waar ging maken; nadat de helft van de landen gestemd had, stond Noorwegen al bijna 100 punten voor op de nummer twee. Kort hierna kwam Rybak op een onoverbrugbare voorsprong te staan, waardoor Noorwegen zijn derde songfestivalzege, en zijn eerste sinds 14 jaar, niet meer kon ontlopen. Uiteindelijk kreeg Noorwegen van 16 landen het maximale aantal van 12 punten en won het met een totaalscore van 387 punten. Het betekende niet alleen een recordoverwinning voor Noorwegen, maar ook een unicum in de songfestivalgeschiedenis. Geen enkel ander songfestivalliedje scoorde ooit zo hoog.
In 2010 mocht Noorwegen voor de derde maal het Eurovisiesongfestival organiseren. Didrik Solli-Tangen trad aan voor het gastland, maar eindigde slechts op de 20ste plek. Ook in 2011 en 2012 presteerden de Noren teleurstellend, met in 2012 zelfs weer een laatste plaats, ditmaal voor zanger Tooji.
Sinds 2013 boekt Noorwegen weer meer successen. Het land eindigde driemaal op rij in de top 10. Margaret Berger eindigde in 2013 op de vierde plaats met I feed you my love, en in 2014 en 2015 behaalde Noorwegen tweemaal een achtste plaats met respectievelijk Carl Espen en Mørland & Debrah Scarlett. In 2016 werd Noorwegen, vertegenwoordigd door Agnete, voor het eerst sinds 2011 uitgeschakeld in de halve finale. In 2017 haalde het duo JOWST feat. Aleksander Walmann met Grab the moment wel opnieuw een finaleplaats. Zij werden uiteindelijk tiende. In 2018 stuurde Noorwegen voormalig winnaar Alexander Rybak nogmaals. Met That's how you write a song kon hij zijn succes van 2009 niet evenaren: hij won de tweede halve finale, maar in de finale werd hij pas 15de.
Op het songfestival van 2019 in Tel Aviv werd Noorwegen vertegenwoordigd door de groep KEiiNO met het nummer Spirit in the sky. Hoewel de vakjury's er weinig punten voor over hadden, was deze inzending wel zeer populair bij de kijkers thuis. Zowel in de halve finale als de finale waren de Noren de publieksfavoriet en kregen zij de meeste stemmen van de televoting. Dit leverde KEiiNO uiteindelijk de zesde plaats op in de eindrangschikking.
In 2021 haalde TIX met Fallen Angel de finale en daarin de achttiende plaats.
In 2022 haalde Subwoolfer de finale in Turijn. Ze deden mee met het nummer Give that wolf a banana. Ze eindigden op de tiende plaats met 182 punten. 
In 2023 haalde Alessandra in Liverpool de finale met haar nummer Queen of kings. Ook zij was een grote favoriet onder de publiek en eindigde op de vijfde plaats met 268 punten.
In 2024 werd de band Gåte naar het songfestival gestuurd. De groep haalde de finale nipt, en eindigde daarin als laatste van de 25 deelnemers.

## Noorse deelnames
| Jaar | Artiest                                     | Titel                            | Fin. | Ptn. | Semi | Ptn. | Taal              |
| ---- | ------------------------------------------- | -------------------------------- | ---- | ---- | ---- | ---- | ----------------- |
| 1960 | Nora Brockstedt                             | Voi voi                          | 4    | 11   |      |      | Noors             |
| 1961 | Nora Brockstedt                             | Sommer i Palma                   | 7    | 10   |      |      | Noors             |
| 1962 | Inger Jacobsen                              | Kom sol, kom regn                | 10   | 2    |      |      | Noors             |
| 1963 | Anita Thallaug                              | Solhverv                         | 13   | 0    |      |      | Noors             |
| 1964 | Arne Bendiksen                              | Spiral                           | 8    | 6    |      |      | Noors             |
| 1965 | Kirsti Sparboe                              | Karusell                         | 13   | 1    |      |      | Noors             |
| 1966 | Åse Kleveland                               | Intet er nytt under solen        | 3    | 15   |      |      | Noors             |
| 1967 | Kirsti Sparboe                              | Dukkemann                        | 14   | 2    |      |      | Noors             |
| 1968 | Odd Børre                                   | Stress                           | 13   | 2    |      |      | Noors             |
| 1969 | Kirsti Sparboe                              | Oj, oj, oj, så glad jeg skal bli | 16   | 1    |      |      | Noors             |
| 1971 | Hanne Krogh                                 | Lykken er                        | 17   | 65   |      |      | Noors             |
| 1972 | Grethe Kausland & Benny Borg                | Småting                          | 14   | 73   |      |      | Noors             |
| 1973 | Bendik Singers                              | It's just a game                 | 7    | 89   |      |      | Engels en Frans   |
| 1974 | Anne-Karine Strøm & Bendik Singers          | The first day of love            | 14   | 3    |      |      | Engels            |
| 1975 | Ellen Nikolaysen                            | You touched my life with summer  | 18   | 11   |      |      | Engels            |
| 1976 | Anne-Karine Strøm                           | Mata Hari                        | 17   | 7    |      |      | Engels            |
| 1977 | Anita Skorgan                               | Casanova                         | 14   | 18   |      |      | Noors             |
| 1978 | Jahn Teigen                                 | Mil etter mil                    | 20   | 0    |      |      | Noors             |
| 1979 | Anita Skorgan                               | Oliver                           | 11   | 57   |      |      | Noors             |
| 1980 | Sverre Kjelsberg & Mattis Hætta             | Sámiid ædnan                     | 16   | 15   |      |      | Noors             |
| 1981 | Finn Kalvik                                 | Aldri i livet                    | 20   | 0    |      |      | Noors             |
| 1982 | Jahn Teigen & Anita Skorgan                 | Adieu                            | 12   | 40   |      |      | Noors             |
| 1983 | Jahn Teigen                                 | Do re mi                         | 9    | 53   |      |      | Noors             |
| 1984 | Dollie de Luxe                              | Lenge leve livet                 | 17   | 29   |      |      | Noors             |
| 1985 | Bobbysocks                                  | La det swinge                    | 1    | 123  |      |      | Noors             |
| 1986 | Ketil Stokkan                               | Romeo                            | 12   | 44   |      |      | Noors             |
| 1987 | Kate Gulbrandsen                            | Mitt liv                         | 9    | 65   |      |      | Noors             |
| 1988 | Karoline Krüger                             | For vår jord                     | 5    | 88   |      |      | Noors             |
| 1989 | Britt Synnøve Johansen                      | Venners nærhet                   | 17   | 30   |      |      | Noors             |
| 1990 | Ketil Stokkan                               | Brandenburger Tor                | 21   | 8    |      |      | Noors             |
| 1991 | Just 4 Fun                                  | Mrs. Thompson                    | 17   | 14   |      |      | Noors             |
| 1992 | Merethe Trøan                               | Visjoner                         | 18   | 23   |      |      | Noors             |
| 1993 | Silje Vige                                  | Alle mine tankar                 | 5    | 120  |      |      | Noors             |
| 1994 | Elisabeth Andreassen & Jan Werner Danielsen | Duett                            | 6    | 76   |      |      | Noors             |
| 1995 | Secret Garden                               | Nocturne                         | 1    | 148  |      |      | Noors             |
| 1996 | Elisabeth Andreassen                        | I evighet                        | 2    | 114  |      |      | Noors             |
| 1997 | Tor Endresen                                | San Francisco                    | 24   | 0    |      |      | Noors             |
| 1998 | Lars Fredriksen                             | Alltid sommer                    | 8    | 79   |      |      | Noors             |
| 1999 | Stig Van Eijk                               | Living my life without you       | 14   | 35   |      |      | Engels            |
| 2000 | Charmed                                     | My heart goes boom               | 11   | 57   |      |      | Engels            |
| 2001 | Haldor Lægreid                              | On my own                        | 22   | 3    |      |      | Engels            |
| 2003 | Jostein Hasselgård                          | I'm not afraid to move on        | 4    | 123  |      |      | Engels            |
| 2004 | Knut Anders Sørum                           | High                             | 24   | 3    | X    | X    | Engels            |
| 2005 | Wig Wam                                     | In my dreams                     | 9    | 125  | 6    | 164  | Engels            |
| 2006 | Christine Guldbrandsen                      | Alvedansen                       | 14   | 36   | X    | X    | Noors             |
| 2007 | Guri Schanke                                | Ven a bailar conmigo             | X    | X    | 18   | 48   | Engels en Spaans  |
| 2008 | Maria Haukaas Storeng                       | Hold on be strong                | 5    | 182  | 4    | 106  | Engels            |
| 2009 | Alexander Rybak                             | Fairytale                        | 1    | 387  | 1    | 201  | Engels            |
| 2010 | Didrik Solli-Tangen                         | My heart is yours                | 20   | 35   | X    | X    | Engels            |
| 2011 | Stella Mwangi                               | Haba haba                        | X    | X    | 17   | 30   | Engels en Swahili |
| 2012 | Tooji                                       | Stay                             | 26   | 7    | 10   | 45   | Engels            |
| 2013 | Margaret Berger                             | I feed you my love               | 4    | 191  | 3    | 120  | Engels            |
| 2014 | Carl Espen                                  | Silent storm                     | 8    | 88   | 6    | 77   | Engels            |
| 2015 | Mørland & Debrah Scarlett                   | A monster like me                | 8    | 102  | 4    | 123  | Engels            |
| 2016 | Agnete                                      | Icebreaker                       | X    | X    | 13   | 63   | Engels            |
| 2017 | JOWST feat. Aleksander Walmann              | Grab the moment                  | 10   | 158  | 5    | 189  | Engels            |
| 2018 | Alexander Rybak                             | That's how you write a song      | 15   | 144  | 1    | 266  | Engels            |
| 2019 | KEiiNO                                      | Spirit in the sky                | 6    | 331  | 7    | 210  | Engels en Samisch |
| 2021 | TIX                                         | Fallen angel                     | 18   | 75   | 10   | 115  | Engels            |
| 2022 | Subwoolfer                                  | Give that wolf a banana          | 10   | 182  | 6    | 177  | Engels            |
| 2023 | Alessandra                                  | Queen of kings                   | 5    | 268  | 6    | 102  | Engels            |
| 2024 | Gåte                                        | Ulveham                          | 25   | 16   | 10   | 43   | Noors             |
| 2025 | Kyle Alessandro                             | Lighter                          | 18   | 89   | 8    | 82   | Engels            |

## Punten
Door de locatie in het noorden van Europa kan Noorwegen over het algemeen bijzonder veel punten uit andere Scandinavische landen verwachten. Zowel Zweden, Denemarken en IJsland geven trouw punten aan Noorwegen. Ook Ierland geeft vaak bovengemiddelde punten aan de Noorse inzendingen. Andersom geeft Noorwegen ook graag punten terug aan zijn Scandinavische buren.
In de periode 1960-2025. Punten gegeven in de halve finales zijn in deze tabellen niet meegerekend.
| Plaats | Land                | Punten |
| ------ | ------------------- | ------ |
| 1      | Zweden              | 452    |
| 2      | Denemarken          | 221    |
| 3      | Frankrijk           | 202    |
| 4      | Verenigd Koninkrijk | 182    |
| 5      | Ierland             | 174    |

| Plaats | Land       | Punten |
| ------ | ---------- | ------ |
| 1      | Zweden     | 271    |
| 2      | Denemarken | 209    |
| 4      | IJsland    | 196    |
| 3      | Ierland    | 180    |
| 5      | Finland    | 167    |

### Twaalf punten gegeven aan Noorwegen
| Aantal | Land                | Wanneer                                      |
| ------ | ------------------- | -------------------------------------------- |
| 7      | Zweden              | 1985, 1998, 2003, 2008, 2009, 2013, 2019 (t) |
| 5      | Denemarken          | 1985, 2005, 2009, 2013, 2019 (t)             |
| 5      | Finland             | 1993, 2005, 2008, 2013, 2023 (t)             |
| 5      | IJsland             | 1995, 2003, 2005, 2009, 2019 (t)             |
| 4      | Duitsland           | 1985, 2009, 2017 (j), 2019 (t)               |
| 3      | Ierland             | 1985, 2003, 2019 (t)                         |
| 3      | Verenigd Koninkrijk | 1985, 1988, 2019 (t)                         |
| 2      | Israël              | 1985, 2009                                   |
| 2      | Griekenland         | 1993, 1995                                   |
| 2      | Nederland           | 2009, 2019 (t)                               |
| 2      | Polen               | 1995, 2009                                   |
| 2      | Rusland             | 1995, 2009                                   |
| 1      | België              | 1985                                         |
| 1      | Estland             | 2009                                         |
| 1      | Hongarije           | 2009                                         |
| 1      | Italië              | 2018 (j)                                     |
| 1      | Kroatië             | 1993                                         |
| 1      | Letland             | 2009                                         |
| 1      | Litouwen            | 2009                                         |
| 1      | Oekraïne            | 2009                                         |
| 1      | Oostenrijk          | 1985                                         |
| 1      | Portugal            | 1995                                         |
| 1      | Slovenië            | 2009                                         |
| 1      | Spanje              | 2009                                         |
| 1      | Turkije             | 1995                                         |
| 1      | Wit-Rusland         | 2009                                         |

(j) = vakjury; (t) = televoting

### Twaalf punten gegeven door Noorwegen
(Vetgedrukte landen waren ook de winnaar van dat jaar.)
| Jaar | Land        | Jaar | Land                | Jaar | Land                  | Jaar | Land                         |
| ---- | ----------- | ---- | ------------------- | ---- | --------------------- | ---- | ---------------------------- |
| 1975 | Nederland   | 1988 | Zweden              | 2001 | Denemarken            | 2015 | Zweden                       |
| 1976 | Frankrijk   | 1989 | Verenigd Koninkrijk | 2003 | IJsland               | 2016 | Italië (j) Litouwen (t)      |
| 1977 | Ierland     | 1990 | Frankrijk           | 2004 | Bosnië en Herzegovina | 2017 | Bulgarije (j) Portugal (t)   |
| 1978 | Ierland     | 1991 | Frankrijk           | 2005 | Denemarken            | 2018 | Duitsland (j) Litouwen (t)   |
| 1979 | Israël      | 1992 | Italië              | 2006 | Finland               | 2019 | Tsjechië (j) Zweden (t)      |
| 1980 | Ierland     | 1993 | Ierland             | 2007 | IJsland               | 2021 | Malta (j) Litouwen (t)       |
| 1981 | Zwitserland | 1994 | Ierland             | 2008 | Denemarken            | 2022 | Griekenland (j) Oekraïne (t) |
| 1982 | Cyprus      | 1995 | Denemarken          | 2009 | IJsland               | 2023 | Finland (j+t)                |
| 1983 | Zweden      | 1996 | Portugal            | 2010 | Duitsland             | 2024 | Zwitserland (j) Kroatië (t)  |
| 1984 | Denemarken  | 1997 | Frankrijk           | 2011 | Finland               | 2025 | Oostenrijk (j) Zweden (t)    |
| 1985 | Zweden      | 1998 | Malta               | 2012 | Zweden                |      |                              |
| 1986 | Luxemburg   | 1999 | Zweden              | 2013 | Zweden                |      |                              |
| 1987 | Joegoslavië | 2000 | Letland             | 2014 | Nederland             |      |                              |

(j) = vakjury; (t) = televoting
1960 · 1961 · 1962 · 1963 · 1964 · 1965 · 1966 · 1967 · 1968 · 1969 · 1970 · 1971 · 1972 · 1973 · 1974 · 1975 · 1976 · 1977 · 1978 · 1979 · 1980 · 1981 · 1982 · 1983 · 1984 · 1985 · 1986 · 1987 · 1988 · 1989 · 1990 · 1991 · 1992 · 1993 · 1994 · 1995 · 1996 · 1997 · 1998 · 1999 · 2000 · 2001 · 2002 · 2003 · 2004 · 2005 · 2006 · 2007 · 2008 · 2009 · 2010 · 2011 · 2012 · 2013 · 2014 · 2015 · 2016 · 2017 · 2018 · 2019 · 2020 · 2021 · 2022 · 2023 · 2024 · 2025